# Олійник Петро Федорович
Петро Федорович Олійник (псевдо.: Еней, «Роман», «Сергій»; нар. 9 липня 1909, с. Молодинче, нині Жидачівський район, Львівська область — пом. 17 лютого 1946, с. Рудники Маневицький район, Волинська область) — командир військової округи УПА ВО «Богун» (1943—1944), провідник Східного краю ОУН на Північно-західних українських землях (1944—1945), організаційний референт Західного краю на ПЗУЗ (1945—1946), виконувач обов'язків командира УПА-Північ (12.1945-02.1946). Майор УПА. Лицар Бронзового Хреста Заслуги.

## Життєпис

### Дитинство. Навчання

В студентські роки

Народився 5 січня 1909 року в с. Молодинче (нині — Жидачівського району Львівської області, Україна).
В юнацькі роки був членом українського «Пласту», брав участь в діяльності 20 куреня ім. гетьмана Пилипа Орлика в м. Рогатині. У 1929 році вступив до лав Організації українських націоналістів, з початку 1930-х років брав участь в її діяльності.
Навчався в Рогатинській гімназії імені Володимира Великого, згодом поступив до Львівського університету на факультет права. У 1934 році виключений з університету за націоналістичну діяльність.
Був власником фірми «Мемор».

### Роки боротьби

Командування ВО «Богун» зустрічають угорську військову делегацію на Волині. Село Будераж. Грудень 1943. Нижній ряд (зліва направо): шеф розвідувального відділу (ШРВ) «Немо» (Андрій Кисіль); член ОУН(б) «Іванів» (Омелян Логуш); керівник угорської місії до УПА підполковник Ференц Мартон; комендант запілля УПА-Північ «Горбенко» (Ростислав Волошин); командир групи «Еней» (Петро Олійник); керівник охорони делегації «Кропива» (Василь Процюк). Верхній ряд: заступник ШРВ «Палій» (Василь Коренюк); господарчий референт УПА-Північ «Зубатий» (Василь Мороз); шеф штабу групи «Черник» (Дмитро Казван).

З 1937-го по 1941 рік перебував у м. Краків. Тоді одружився з Марією Затіркою із містечка Гримайлів. В 1938 р. П. Олійник став Львівським окружним провідником ОУН. 23 жовтня 1938 р. він був заарештований польською поліцією і відсидів під вартою до початку німецько-польської війни. У вересні 1939 р. він, як багато інших українських політичних в'язнів зумів звільнитися і продовжив роботу у підпіллі.
Після нападу Німеччини на СРСР 22 червня 1941 р. вирушив для організації роботи ОУН на Східну Україну. В 1942 р. він обіймав посаду обласного провідника ОУН на Дніпропетровщині.
П. Олійник відіграв важливу роль у організації і створенні УПА. В 1943–1944 р. він був командиром військової округи УПА «Богун», в 1944–1945 рр. — провідником Східного краю ОУН на Північно-західних українських землях. В 1945–1946 рр. він був організаційним референтом Західного краю на Північно-західних українських землях.
Після загибелі 12 лютого 1945 р. Дмитра Клячківського —«Клима Савура» у вересні 1945 — лютому 1946 рр. П. Олійник був виконуючим обов'язки командира УПА-Північ. Він організовував масову збройну боротьбу проти спецзагонів НКВС і НКДБ.
У грудні 1943 році Петро Олійник брав участь у переговорах з угорцями, які мали на меті встановити контакт між українськими та угорськими колами з метою припинення боротьби.
За ініціативи Петра Олійника було створено Картографічний інститут УПА.
Мав кількох двійників у 1943 році.

### Загибель
Радянські спецслужби тривалий час полювали за ним. П. Олійник загинув у бою з загонами НКВС-НКДБ 17 лютого 1946 року на хуторі Глинки біля с. Рудники Маневицького району Волинської області. Місце його поховання невідоме.

## Нагороди
- Згідно з Наказом Головного військового штабу УПА ч. 4/45 від 11.10.1945 р. майор УПА Петро Олійник – «Еней» нагороджений Бронзовим хрестом заслуги УПА.

## Вшанування пам'яті
- У багатьох містах України є Вулиця Героїв УПА, до яких належить і Петро Олійник.
- Відповідно до розпорядження голови Дніпропетровської Обласної Державної Адміністрації від 26.07.2024 року вулицю Валентина Ларіонова в Чечелівському районі Дніпра перейменовано на вулицю Петра Олійника.
- 14.10.2017 р. від імені Координаційної ради з вшанування пам’яті нагороджених Лицарів ОУН і УПА у с. Антонівці Шумського р-ну Тернопільської обл. Бронзовий хрест заслуги УПА (№ 015) переданий Андрію Олійнику, сину Петра Олійника – «Енея».